# 卡塔尔国庆节
卡塔尔国庆节（阿拉伯语： اليوم الوطني لقطر，Al-Yaoum al-Watani） 是一个纪念卡塔尔于1878年建国的节日，并且每年的日期都固定在12月18日。事实上，这个节日在2007年才由当时的王储塔米姆·本·哈迈德·阿勒萨尼宣布建立。 这个节日也被称为“建国者日”。

## 简述

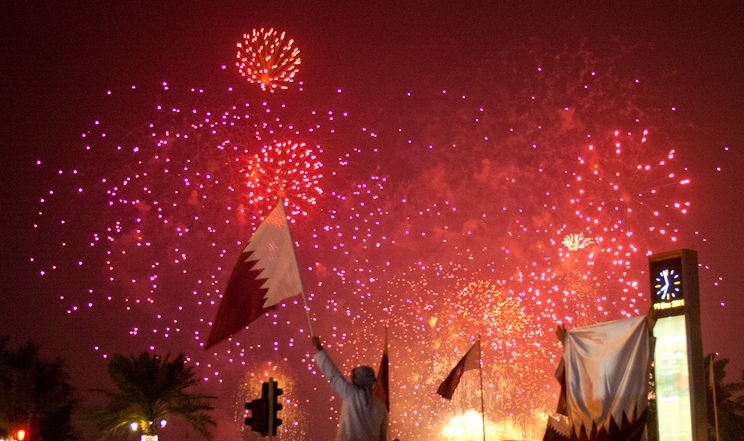
2012年国庆日的焰火表演

在每年的12月18日，卡塔尔都会举行大型活动以庆祝国庆日，同时大部分的国民都可以享受一天的假期。 在2007年王储宣建立布国庆日之前，卡塔尔都是在每年的9月3日庆祝卡塔尔独立日。

## 活动
在国庆日，卡塔尔政府通常会举行一些活动或晚会，例如： 
- 大型焰火与音乐灯光表演
- 国庆晚会：在卡塔尔文化村通常会举办超过20场有关卡塔尔文化的主题晚会。
- 国庆游行：通常都在多哈的滨海大道举行，来自卡塔尔军队、政府官员和警察部队都会参加游行。
- 经典车展：诸如前政府要员的古董车辆等老式汽车所组成的一个展览。

## 历史渊源

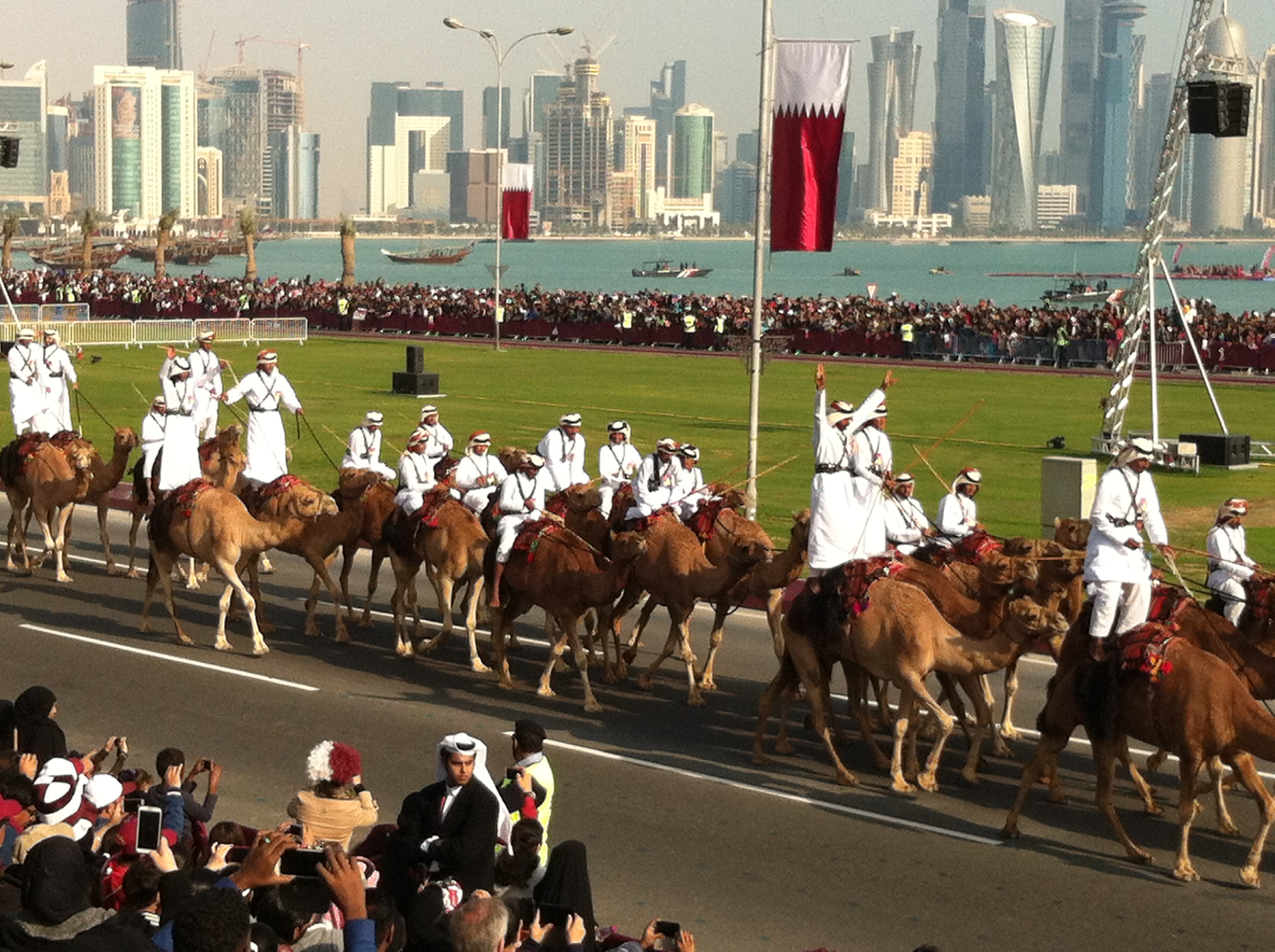
多哈的一个国庆游行队伍 (2013)

在1878年12月18日， 贾西姆·本·穆罕默德·阿勒萨尼从他父亲穆罕默德·本·塔尼那里继承了卡塔尔半岛的统治权。在他继承王位之前，卡塔尔的民众普遍认为他通过抗击外来势力，例如大英帝国，为半岛的所有部落赢得了相当的自主权。所以，国庆日的一个重要意义就在于培养国民的民族认同感。 它还有助于国民对卡塔尔文化的认识与了解。

## 画廊

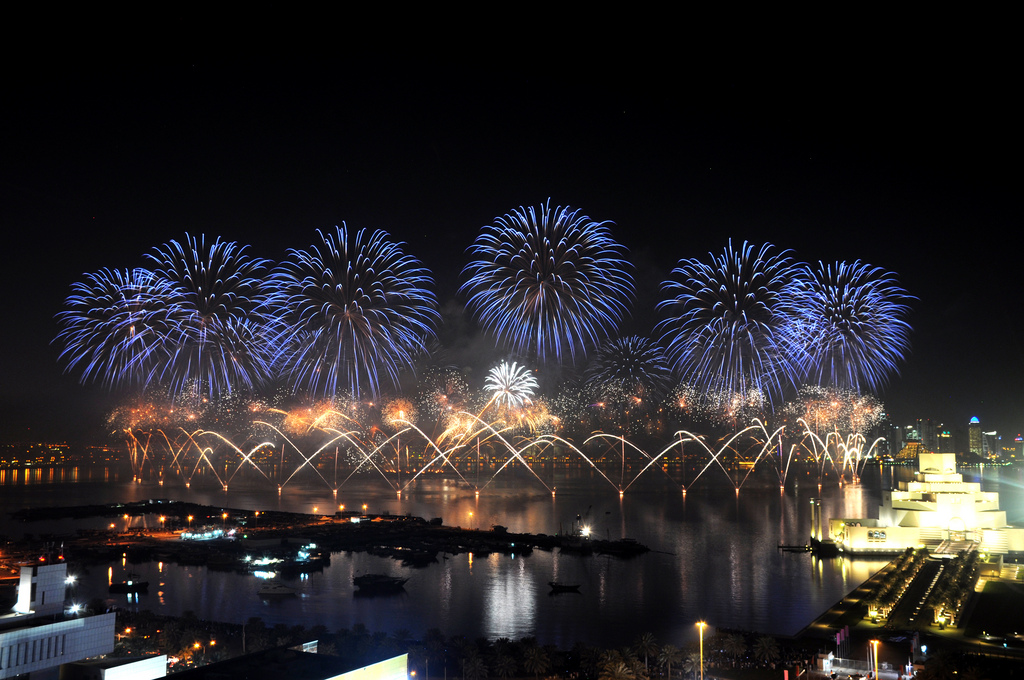
2010年国庆日的焰火表演
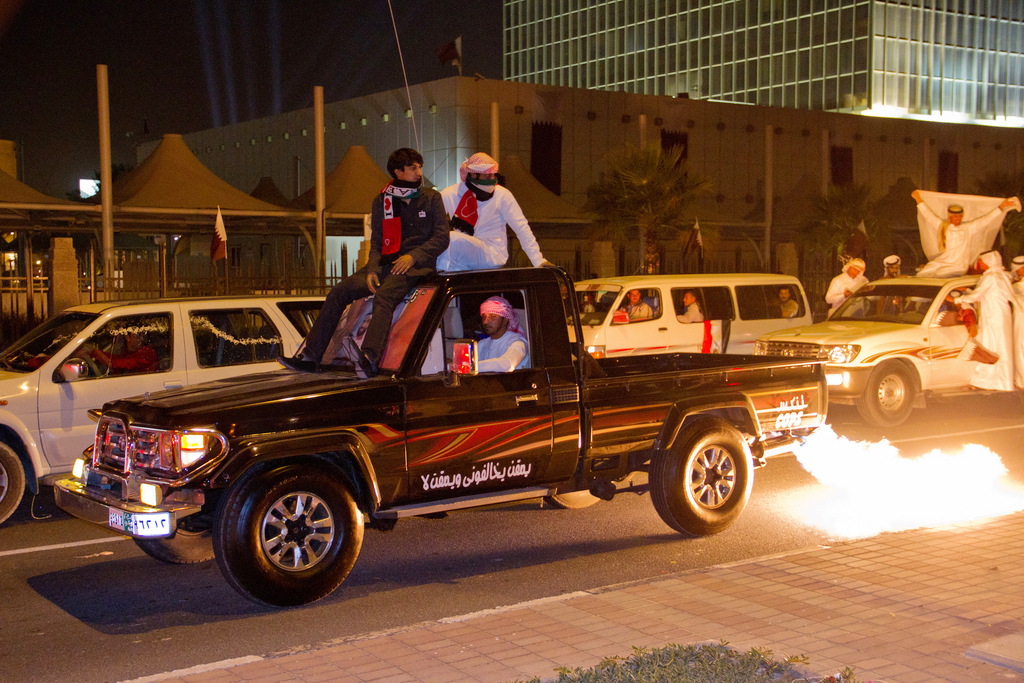
来自沙特的游客